# Thai Town
Thai Town è un quartiere nel distretto di East Hollywood di Los Angeles.
È l'unico quartiere etnico designato negli Stati Uniti.
L'area contiene molti ristoranti thailandesi, mercati e negozi compresi negozi che vendono seta oltre a spa per i massaggi.

## Geografia
Thai Town è designata ufficialmente nell'area di 6 blocchi centrata lungo la Hollywood Boulevard tra la Normandie Avenue e la Western Avenue. L'entrata al quartiere è segnata da due statue di apsonsi (una figura mitica del folklore Thailandese metà uomo e metà leone alato.

## Trasporti pubblici
L'area è servita dalla subway della Linea Rossa alla stazione Hollywood/Western.
Sono presenti inoltre gli autobus della linea Metro Rapid e Metro Local.

## Popolazione
Los Angeles possiede la popolazione thailandese maggiore al di fuori della Thailandia.
Circa 80 000 abitanti Thailandesi americani su 120000 vivono a Los Angeles.
In questa stima sono compresi i thailandesi cinesi.
Per questo motivo Los Angeles viene a volte detta la 78-esima provincia della Thailandia.
La prima domenica di aprile Thai Town celebra il Songkran, il capodanno Thailandese. Durante le celebrazioni Hollywood Boulevard ed i suoi confini vengono chiusi al traffico e vengono allestite bancarelle dove si vende cibo. Vi è poi una parata sulla Hollywood Boulevard tra New Hampshire Avenue fino a Winona Boulevard.

## Storia
Thai Town prese vita negli anni '60 quando molti Thailandesi arrivarono a Los Angeles per studiare (come risulta dall'Immigration and Nationality Act of 1965). Molti decisero di rimanere ad aprirono delle attività.
Fu inoltre una crisi finanziaria regionale che portò, negli anni '80, altri thailandesi a Thai Town in cerca di lavoro.
Il City Council designò il nuovo quartiere il 27 ottobre 1999.